# ويلما مورتو
ويلما مورتو (مواليد 11 يونيو 1998 م) هي لاعبة قفز بالزانة فنلندية، شاركت في أولمبياد 2016 و2020 م.